# Palicanus caudatus
Palicanus caudatus là một loài nhện trong họ Miturgidae. Chúng được Tord Tamerlan Teodor Thorell miêu tả năm 1897.